# Sebastiano Martinelli
Sebastiano Martinelli (Borgo Sant'Anna, 20 agosto 1848 – Roma, 4 luglio 1918) è stato un cardinale italiano, appartenente all'Ordine agostiniano.

## Biografia
Nacque a Borgo Sant'Anna di Lucca il 20 agosto 1848 da famiglia di profonda religiosità: il fratello maggiore Tommaso Maria, di vent'anni più grande ed anch'egli agostiniano, fu creato cardinale da papa Pio IX nel 1873. Sebastiano compì i primi studi presso il seminario di Lucca e quindi presso il Collegio di S. Agostino in Roma.
Papa Leone XIII lo elevò al rango di cardinale nel concistoro del 15 aprile 1901.
Morì il 4 luglio 1918 all'età di 79

## Genealogia episcopale e successione apostolica
La genealogia episcopale è:
- Cardinale Scipione Rebiba
- Cardinale Giulio Antonio Santori
- Cardinale Girolamo Bernerio, O.P.
- Arcivescovo Galeazzo Sanvitale
- Cardinale Ludovico Ludovisi
- Cardinale Luigi Caetani
- Cardinale Ulderico Carpegna
- Cardinale Paluzzo Paluzzi Altieri degli Albertoni
- Papa Benedetto XIII
- Papa Benedetto XIV
- Papa Clemente XIII
- Cardinale Bernardino Giraud
- Cardinale Alessandro Mattei
- Cardinale Pietro Francesco Galleffi
- Cardinale Giacomo Filippo Fransoni
- Cardinale Carlo Sacconi
- Cardinale Edward Henry Howard
- Cardinale Mariano Rampolla del Tindaro
- Cardinale Sebastiano Martinelli, O.E.S.A.

La successione apostolica è:
- Cardinale Donato Raffaele Sbarretti Tazza (1900)
- Vescovo Peter Joseph O'Reilly (1900)
- Vescovo Peter James Muldoon (1901)
- Vescovo Eugene Augustine Garvey (1901)
- Vescovo Frederick Zadok Rooker (1903)
- Arcivescovo Robert John Seton (1903)
- Arcivescovo Ciro Pontecorvi, C.Pp.S. (1909)